# 孙粹屏
孙粹屏（1934年9月—2001年11月20日），原名孙启铭，男，重庆人，中华人民共和国军事人物，中国人民解放军少将，曾任云南省军区司令员，甘肃省军区司令员，第八届全国人大代表。
1988年9月授少将军衔。